# سؤالات محمد بن عثمان بن أبي شيبة لعلي بن المديني
سؤالات محمد بن عثمان بن أبي شيبة لعلي بن المديني هو أحد كتب الجرح والتعديل , ألفه الحافظ أبو جعفر بن أبي شيبة (210 هـ-297 هـ , كتب السؤالات هي عبارة عن ما ينقله التلاميذ عن المشائخ من أسئلة في الجرح والتعديل ، وهي تنسب في الغالب إلى سائلها ، وترجع غالبا إلى إمام واحد , وقد نقل هذه التساؤلات أبو جعفر بن أبي شيبة عن شيخه علي بن المديني.